# 庄里站
庄里站位于中华人民共和国陕西省渭南市富平县庄里镇，是咸铜铁路上的一个铁路车站，距离咸阳站100公里。车站建于1940年，隶属中国铁路西安局集团，是四等站。现办理西安-铜川“绿巨人”动集列车及部分普速列车的客运业务，办理货运业务。